# Gomila, Destrnik
Gomila je naselje v Občini Destrnik.